# Saint-Julien-sous-les-Côtes
Saint-Julien-sous-les-Côtes é uma comuna francesa na região administrativa de Grande Leste, no departamento de Meuse. Estende-se por uma área de 4,95 km². Em 2010 a comuna tinha 141 habitantes (densidade: 28,5 hab./km²).